# Cordillera Real
Cordillera Real is een berggebied in de Andes in Bolivia, niet ver van La Paz.

## Bergen in het gebied
| Bergen in de Cordillera Real | Hoogte  |
| ---------------------------- | ------- |
| Illimani                     | 6.438 m |
| Ancohuma                     | 6.427 m |
| Illampú                      | 6.331 m |
| Huayna Potosi                | 6.088 m |
| Chachacomani                 | 6.074 m |
| Pico del Norte               | 6.070 m |
| La Cabeza de Condor          | 5.648 m |
| Maria Lloco                  | 5.522 m |
| Pequeño Alpamayo             | 5.425 m |
| Chacaltaya                   | 5.395 m |
| Aguja Negra                  | 5.336 m |
| Khala Huyo                   | 5.324 m |
| Ala Izquierda                |         |
| Ala de Derecha               |         |
| Ilusion                      |         |
| Ilusionsita                  |         |
| Tarija                       |         |